# 스페인 광장 (세비야)
스페인 광장(스페인어: Plaza de España)은 스페인 세비야에 있는 광장이다. 1929년 이베로-아메리칸 엑스포를 위해 1928년에 건립되었다.

## 같이 보기
- 낙원정원
- 페르시아 정원